# Koné
Koné är en ort i Burkina Faso. Den ligger i regionen Centre-Ouest, i den centrala delen av landet, 60 km väster om huvudstaden Ouagadougou. Koné ligger 326 meter över havet och antalet invånare är 5 519.
Terrängen runt Koné är platt. Närmaste större samhälle är Nandiala, 11,5 km väster om Koné.
Omgivningarna runt Koné är en mosaik av jordbruksmark och naturlig växtlighet. Runt Koné är det ganska tätbefolkat, med 116 invånare per kvadratkilometer.